# The Blazers
The Blazers is een rock-'n-roll, blues en Latin alternatieve band, gevestigd in East Los Angeles. De oorspronkelijke bandleden waren Manuel Gonzales, Ruben Guaderrama, Ruben Gonzalez en Lee Stuart huidige leden: Ruben Guaderrama en Raul Medrano. Ruben Gonzalez, Lee Stuart, Jesus Cuevas, Mike Molina en Manuel Gonzales waren voorheen allemaal leden van de band, maar vertrokken om hun eigen muziek na te jagen. Cuevas verliet de band om meer accordeon te spelen. Hij zou later toetreden tot de Cali-Mex-band Los Fabulocos. Ze zijn gecontracteerd door Rounder Records, maar ze hebben albums uitgebracht via CRS Records Ltd en Little Dog Records.

## Bezetting
Huidige bezetting
- Ruben Guaderrama (zang, gitaar)
- Raul Medrano (drums)

Voormalige leden
- Lee Stuart (basgitaar)
- Ruben Gonzalez (gitaar)
- Jesus Cuevas (accordeon, zang)
- Mike Molina (drums)
- Manuel Gonzales (zang, gitaar)

## Geschiedenis
Zowel Manuel Gonzales als Ruben Guaderrama waren de oorspronkelijke stichtende leden van The Blazers en vormden de kern van de band, omdat het altijd moeilijk was om bandleden te vinden die toegewijd waren. Ze waren levenslange vrienden uit hun vroege schooltijd (Theodore Roosevelt High School) in de stad Boyle Heights in East Los Angeles. Zowel Manuel als Ruben groeiden op in de ruige straten van East Los Angeles en vanwege hun wederzijdse liefde voor muziek die hen versterkte, werden ze invloedrijke muzikanten voor die inspirerende jonge muzikanten die opgroeiden onder dezelfde omstandigheden. The Blazers hebben veel lokale bands beïnvloed, zoals La Terra, enz. en hebben geholpen om die unieke soulvolle sound van Mexican American Rock n Roll te creëren die we East Side Soul noemen, ook wel bekend als Chicano Rock die we tegenwoordig kennen, baanbrekend door beroemde bands zoals Los Lobos. Cesar uit Los Lobos zag dit talent en potentieel dat The Blazers hadden en inspireerde hen niet alleen, maar produceerde hun eerste twee platen Short Fuse en East Side Soul.

## Discografie
- 1994: Short Fuse
- 1995: East Side Soul
- 1996: Going Up The Country
- 1997: Just For You
- 2000: Puro Blazers
- 2003: The Seventeen Jewels
- 2008: Dreaming a Dream